# Локотской конный завод
Локотской конный завод — один из старейших конных заводов, расположенный в посёлке Локоть на юге Брянской области.
ЗАО Локотской конный завод имеет интересную и богатую историю. В 2015 году он отметил свой 120-летний юбилей. В архиве завода имеется решение № 242 от 1 февраля 1895 года орловского губернского земства об открытии Орловской заводской конюшни на 60 производителей. Для устройства вновь учрежденной конюшни главное управление государственного коннозаводства предполагает, по предложению земства, воспользоваться помещениями в селе Брасово Севского уезда. Этот документ стал основополагающим для руководства завода, чтобы установить дату основания завода.
Но имеется и иная точка зрения. Было обнаружено упоминание о конном заводе Владимира Степановича Апраксина в Брасовском имении в справочнике «Подробные сведения о конских заводах России доставленных в 1839 году». Согласно этим данным в 1836 году в Локотском заводе насчитывается 12 жеребцов и 63 кобылы-матки. Имеются и приплоды от сосунов до 5-ти лет. В книге Осипова Б. В., Крижановской Г. Н. «Брасовская земля: история и современность» говорится о том, что после волнении крестьян в селе Брасово, Апраксин переводит свое имение в хутор Локоть, где уже имеются конный завод и казармы. Все это дает возможность предположить, что конный завод был основан 1831 году. В 1853 году при Викторе Владимировиче Апраксине в конном заводе насчитывалось 110 лошадей рысистых и верховых. Граф был в дружеский отношениях с Иваном Сергеевичем Тургеневым, который нередко охотился на «Апраксинских даче» и упоминал «апраксинские места» в своих произведениях. Возможно для многих охот высокого гостя использовались Локотские кони. [«Двуглавые орлы Брасовской усадьбы» С. Рожковой стр.11]
При Апраксине в 70-х годах XIX века был построен сохранившийся до настоящего времени конный двор — главное сооружение завода. Здание конного завода было построено в духе раннего классицизма. Стены метровой толщины с двухэтажными башнями по углам, окольцевали конный двор и были похожи на крепость..
С 1882 года Брасовское имение купил для своего Среднего сына Александр III. Им владел будущий цесаревич и великий князь Георгий Александрович Романов. В 1899 году, после его смерти, имение переходит к великому князю Михаилу Александровичу Романову.
По распоряжению М. А. Романова шло дальнейшее строительство помещений для конезавода. В середине внутреннего двора был построен корпус, соединивший два продольных. В итоге все сооружение представляет в плане правильный прямоугольник, вытянутый с севера на юг. Посередине конюшенного прямоугольника образованы два внутренних двора.
Великий князь был большим знатоком и любителем лошадей. Он серьезно занимался конным спортом, обучался в Петербургской офицерской кавалерийской школе. Был отличным спортсменом, результативным участником конных состязаний и просто любил поездки на лошадях по своему живописнову имению. Поэтому в своем Брасовском имении он уделял большое внимание коневодству. Из отчета 1902 года узнаем, что Конный завод в это время насчитывал 70 лошадей рысистой и полукровной породы всех возрастов, а также «упряжного сорта». Из них было 30 маток и 3 производителя. А согласно «Списка частных конских заводов России» 1904 года издания [3], имел более 60-ти голов лошадей, в том числе 20 маток и 2 жеребца — производителя. Выездные лошади Локотского конного завода пользовались большим спросом, особенно у сослуживцев великого князя.
Михаил Романов прослужил в кавалерии почти 20 лет. Пользовался непререкаемым авторитетом среди подчиненных, так как знал свое дело на «отлично». В годы первой мировой войны назначен командиром дивизии кавказских горцев («Дикая дивизия»). За храбрость, благородство, любовь к лошадям горцы любили и уважали своего командира. После войны некоторые из них работали на Локотском заводе конюхами и наездниками. Этот факт подтверждают старожилы завода, вспоминая, что конюхами и наездниками чаще всего были черкесы, преданные Михаилу Романову. Они самоотверженно любили лошадей, хорошо за ними ухаживали, разводили чистопородных рысаков.
После революции в мае 1919 года местные земельные органы решили возобновить работу конного завода. В Локоть пригнали лошадей из Луганского и Лопандинского конных заводов. Однако в октябре 1919 года в Локоть вошло конница генерала Деникина. Маточное поголовье успели эвакуировать в Жиздру, но часть лошадей угнали с собой деникинцы.
После окончания гражданской войны небольшую часть истощенных лошадей вернули в Локоть, но из-за отсутствия кормов руководство конезавода вынужденно было раздать на прокорм лошадей крестьянам. К 1921 году розданных лошадей собрали, кроме того, привезли 11 лошадей из Карачева. Всего собрали 30 кобыл и основного жеребца по кличке «Алкоголь». От этого жеребца получено резвое потомство, которое представляло Локотской конный завод на ипподромах в те годы.
В архивах довоенного периода мало сохранилось сведений и документов о работе конных заводов.
С 1931 по 1933 директором конезавода был П. А. Кутепов. Постановлением союзного Коневодсовхозтреста Локотскому конезаводу была определена специализация по разведению тяжеловозов — брабансонов со штатом 75 маток и общим поголовьем в 200 лошадей. Работу по рысистому коннозаводству взял на себя Смоленский завод.
Локотской конный завод был укомплектован брабансонским производящим составом из многих заводов страны. Наряду с производителями, рожденными в своей стране, использовался и ряд импортных жеребцов, наиболее известным из которых был Брабансон де Шенуа. Разведение тяжеловозов брабансонов продолжалось до начала Великой Отечественной войны.
Локотской конезавод в это время специализировался на разведении тяжеловозов.
Великим испытанием для нашей страны явилось нападение немецко-фашистских захватчиков. Чтобы спасти племенное конепоголовье было принято решение эвакуировать лошадей в Тамбовскую область, где они попали в Моршанский и Юрьевский конные заводы.
4 октября 1941 года поселок Локоть захватили немецкие войска. Обер-бургомистром Локотского округа был назначен бывший преподаватель физики лесохозяйственного техникума Константин Воскобойник, который жестоко расправлялся с местным населением.
После ликвидации К. П. Воскобойника в ночь с 7 на 8 января 1942 года пост обер-бургомистра особого Локотского округа и одновременно начальника бригады полиции частей РОНА занял Бронислав Каминский, бывший инженер Локотского спиртзавода. По его распоряжению постройки госплемзавода были переданы под тюрьму (подтверждающими документами являются ГАБО, ф. 6, оп.1, д. 54, л. д. 17, 276; архив УФСБ по Брянской обл. у. д. № 1563 л. д. 146—149 на Колесникова; у. д. № 17715 на Карташова С. Н.; у. д. № 20285 на Салащенко В. З.; дело № 2132, л. д. 64 по факту существования тюрьмы, № 2138, л. д. 64 — окружная тюрьма).
Каминский развернул такую репрессивную деятельность, что имеющийся штат палачей не справлялся приводить приговоры в исполнение, а поэтому немецкие оккупанты разрешили ему увеличить количество лиц административного штата тюремщиков. В тюрьме действовала женщина-палач Антонина Макарова-Гинсбург. Б. Каминский Антонину принял лично. После недолгой беседы, назначил ее «исполнительницей приговоров» и плату за службу — 30 марок. Макаровой дали койку в комнате на конезаводе, где она ночевала и хранила пулемет.
В стойла, в которых некогда стояли кони, фашисты сгоняли людей. В одном стойле одновременно находилось от 20 до 27 человек (приложение 10). Томившиеся в тюрьме патриоты буквально стояли там, так как места в загоне очень мало, сесть было невозможно. Все стены загонов были залиты кровью. В апреле в тюрьме — конюшне оказался и бывший директор завода Филатов Владимир. От зверских пыток он скончался. В школьном музее имеется только фотография его дочери Антонины, которая, будучи врачом районной больницы, также оказалась в застенках тюрьмы. Был расстрелян и предвоенный директор конезавода Михаил Николаевич Воропанов, член подпольной организации имени Щорса (приложение 13).
«Обычно мне приказывали расстрелять группу из 27 человек — столько партизан вмещала в себя камера. Я расстреливала примерно, в 500-х метрах от тюрьмы у какой-то ямы…» (Из протокола допроса Антонины Макаровой-Гинзбург в июне 1978 года). Тонькой-пулеметчицей и другими палачами было расстреляно более 2000 партизан, подпольщиков, мирных жителей. До сих пор на северной стене внутреннего двора конного завода видны ямки от пуль, выпущенных немецкими карателями.
5 сентября 1943 года поселок Локоть был освобожден советскими войсками. Тяжеловозное поголовье на завод возвращено не было. В октябре 1944 года на конезавод поступило 92 матки из основных конных заводов (Лавровского, Омского, «Культура»), а также Псковского и ныне расформированного Кировского конезаводов. Это были кобылы «не модных», быстро прогрессировавших в тот период линий, но именно они стали фундаментом замечательного маточного состава. В архиве конного завода имеются карточки испытаний от 1947 года. Именно в это время завод занимается разведением лошадей русской рысистой породы.
В создании собственного заводского типа он преуспел не менее, чем известнейшие хозяйства, начавшие углубленную племенную работу значительно раньше. Как и во многих конных заводах, прославившихся своим особым заводским стилем, Локотской конзавод обязан своими успехами выдающемуся зоотехнику Серафиму Афанасьевичу Елозину — заслуженный зоотехник РСФСР, награжденный орденом Трудового Красного Знамени. Использование жеребцов отечественных линий позволило создать генеалогический комплекс и выделить маточные семейства из разнородного состава. Об этом свидетельствует заводская племенная книга жеребцов и кобыл, датируемая 1952 годом.
В 1960-70-е годы широко использовались приведенные американские производители: Лоу, Билл и Эйпекс Гановеры, и в Локотском конзаводе был получен приплод от этих жеребцов. Однако самым успешным было использование стандартбредного жеребца совершенно другого, опять «не модного» происхождения. Рожденный в России внук дербиста Хут Мона (Скотленд-Миссей) Примат 2.07.1 стал целой эпохой в получении классных рысаков и заложил фундамент современного маточного состава завода. Рано сошедший с беговой дорожки из-за слабости сухожильно-связочного аппарата, он был приобретен в качестве основного производителя конного завода. Успех его приплода был настолько высок, что он вышел на третье место по количеству рысаков класса 2.10 и 2.08 в списке жеребец-производителей, уступая только Лоу Гановеру и Репризу. В знак признательности работники конезавода похоронили жеребцу Примата на территории завода и установили памятную плиту о его заслугах в потомствах и рекордах.
В любом конезаводе ведущим специалистом всегда был и остается зоотехник по племенному коневодству, или как принято называть начкон завода. С. А. Елозина сменили Юрий Аркадьевич Жарков и Юрий Алексеевич Шатунов. С именами этих энтузиастов связано создание новых линий в рысистом отечественном коневодстве, выведение новых пород, разведение русского рысака в Локотском конном заводе. С апреля 2003 года завод переходит в частные руки. Имеется договор и акт передачи.
С декабря 2011 года в ЗАО Локотской конный завод прибыла на должность начкона Неструева Людмила Анатольевна. Человек, любящий свою работу. Она старается делать все, чтобы не уронить марку завода.
С 2007 года к кличке лошади стали прибавлять приставку ЛОК. Это означало, что данная лошадь происхождением из Локотского конного завода.
Конный завод «Локотской», как уникальное сельскохозяйственное предприятие, добившееся выдающихся успехов в выращивании породистых русских рысаков, известно не только в России, но и во многих странах мира (приложение 19). Достойно защищают честь Локотского конного завода рысаки на соревнованиях Большого Всероссийского приза Дерби, на Центральном Московском ипподроме и на других ипподромах России.
Карточка племенного хозяйства
Количественные и качественные показатели продуктивности и
селекционно-племенной работы в племенных организациях
по разведению лошадей
Закрытое акционерное общество "Конный завод «Локотской»
242300 п. Локоть, ул. Липовая аллея, 79
Брасовский район Брянской области
Наименование организации, адрес
Русская рысистая
Разводимая порода, тип
| Показатели                                                                                | За последние годы                                           | За последние годы                                           | За последние годы                                           | За последние годы                                           | За последние годы                                           |
| Показатели                                                                                |                                                             |                                                             |                                                             | .                                                           |                                                             |
| 1                                                                                         | 2                                                           | 3                                                           | 4                                                           | 5                                                           | 6                                                           |
| Наличие сельхозугодий — всего, га                                                         | 2214                                                        | 2425                                                        | 2425                                                        | 2343                                                        | 2343                                                        |
| В том числе: пашни, га                                                                    | 1677                                                        | 1484                                                        | 1484                                                        | 1730                                                        | 1730                                                        |
| сенокосы и пастбища, га                                                                   | 537                                                         | 941                                                         | 941                                                         | 613                                                         | 613                                                         |
| Численность лошадей всего, гол.                                                           | 218                                                         | 223                                                         | 203                                                         | 195                                                         | 172                                                         |
| В том числе:                                                                              |                                                             |                                                             |                                                             |                                                             |                                                             |
| жеребцов-производителей                                                                   | 4                                                           | 4                                                           | 4                                                           | 7                                                           | 7                                                           |
| кобыл                                                                                     | 65                                                          | 67                                                          | 67                                                          | 67                                                          | 67                                                          |
| Число чистопородных лошадей всего                                                         | 218                                                         | 223                                                         | 203                                                         | 195                                                         | 172                                                         |
| В том числе:                                                                              |                                                             |                                                             |                                                             |                                                             |                                                             |
| жеребцов-производителей                                                                   | 4                                                           | 4                                                           | 4                                                           | 7                                                           | 7                                                           |
| кобыл                                                                                     | 65                                                          | 67                                                          | 67                                                          | 67                                                          | 67                                                          |
| Число элитных лошадей, гол.                                                               | 218                                                         | 223                                                         | 203                                                         | 195                                                         | 172                                                         |
| В том числе:                                                                              |                                                             |                                                             |                                                             |                                                             |                                                             |
| жеребцов-производителей                                                                   | 4                                                           | 4                                                           | 4                                                           | 7                                                           | 7                                                           |
| кобыл                                                                                     | 65                                                          | 67                                                          | 67                                                          | 67                                                          | 67                                                          |
| ремонтного молодняка                                                                      | 149                                                         | 152                                                         | 132                                                         | 121                                                         | 98                                                          |
| Записано в ГПКЖ всего, гол.                                                               | 218                                                         | 223                                                         | 203                                                         | 195                                                         | 172                                                         |
| жеребцов-производителей                                                                   | 4                                                           | 4                                                           | 4                                                           | 7                                                           | 7                                                           |
| кобыл                                                                                     | 65                                                          | 67                                                          | 67                                                          | 67                                                          | 67                                                          |
| Оценено жеребцов-производителей по качеству потомства, гол.                               | 4                                                           | 4                                                           | 4                                                           | 7                                                           | 7                                                           |
| Паспортизовано лошадей, голов                                                             | 218                                                         | 223                                                         | 203                                                         | 195                                                         | 172                                                         |
| В том числе жеребчиков                                                                    | 51                                                          | 49                                                          | 46                                                          | 45                                                          | 48                                                          |
| кобылок                                                                                   | 167                                                         | 174                                                         | 157                                                         | 150                                                         | 124                                                         |
| Деловой выход жеребят от 100 кобыл, %                                                     | 66                                                          | 76                                                          | 76                                                          | 76                                                          | 77                                                          |
| Продано племенного молодняка всего                                                        | 68                                                          | 54                                                          | 64                                                          | 74                                                          | 72                                                          |
| В том числе: жеребцов, гол.                                                               | 38                                                          | 19                                                          | 26                                                          | 41                                                          | 21                                                          |
| кобыл, гол.                                                                               | 30                                                          | 35                                                          | 38                                                          | 33                                                          | 51                                                          |
| В том числе класса элита, %                                                               | 100                                                         | 100                                                         | 100                                                         | 100                                                         | 100                                                         |
| 1 класса, %                                                                               | -                                                           | -                                                           | -                                                           | -                                                           | -                                                           |
| В том числе на экспорт, гол.                                                              | 13                                                          | 9                                                           | 19                                                          | 22                                                          | 12                                                          |
| Покупка племенных животных, гол.                                                          | -                                                           | 8                                                           | 1                                                           | 12                                                          | -                                                           |
| Стоимость 1 реализованной лошади, в том числе на экспорт, руб.                            | 173800                                                      | 223282                                                      | 148321                                                      | 180163                                                      | 136000                                                      |
| Затраты на содержание и выращивание молодняка всех возрастов, в расчете на 1 голову, руб. | 78300                                                       | 83100                                                       | 87830                                                       | 99103                                                       | 102542                                                      |
| Генетическая экспертиза достоверности происхождения всего, гол.                           | 218                                                         | 223                                                         | 203                                                         | 195                                                         | 172                                                         |
| В том числе жеребцов                                                                      | 51                                                          | 49                                                          | 46                                                          | 45                                                          | 48                                                          |
| кобыл                                                                                     | 167                                                         | 174                                                         | 157                                                         | 150                                                         | 124                                                         |
| Наличие плана селекционно-племенной работы, его разработчик                               | Всероссийский научно-исследовательский институт коневодства | Всероссийский научно-исследовательский институт коневодства | Всероссийский научно-исследовательский институт коневодства | Всероссийский научно-исследовательский институт коневодства | Всероссийский научно-исследовательский институт коневодства |
| Прибыль (+), убыток (-) тыс.руб.                                                          | 1620                                                        | 1960                                                        | 2021                                                        | 2534                                                        | 1820                                                        |
| Рентабельность коневодства, %                                                             | 10                                                          | 11                                                          | 11.5                                                        | 11,6                                                        | 10,7                                                        |
| Ветеринарно-санитарное состояние хозяйства                                                | Благополучное                                               | Благополучное                                               | Благополучное                                               | Благополучное                                               | Благополучное                                               |

Достижения Локотских лошадей в 2017 году
ЗАО "Конный завод «Локотской» — это развитое многофункциональное сельскохозяйственное предприятие, в котором наряду со старейшей отраслью коневодством успешно развивается и растениеводство: производство зерновых и картофеля.
```
В 2017 году когорту без минутных рысаков пополнили лошади:
```

— четырехлетняя кобыла Чизана Лок от Зола Боко и Челесты Лок показала резвость 1.59,5
— жеребец Президент Лок 2013 года рождения от Драго Джет и Поэрии Лок преодолел за 1.59,2
— жеребец Чезар Лок 2013 года рождения от Зола Боко и Чести Натиска показал резвость 1.59,8
— пятилетний жеребец Пекин Лок от Крамер Боя и Поэзии Любви показал резвость 1.59
-жеребец Сталкер Лок 2013 года рождения от Со Ловели Гёл и Сирены Холл преодолел дистанцию за 1.59,2 
```
Жеребец Визбург Лок 2013 года рождения от Бювьте д Ану и Верности показал резвость 1.59,3.
```

```
В этом году рысаки Локотского конного завода установили два Всероссийских рекорда!
```

```
В Императорском призе на дистанцию жеребец Сталкер Лок установил Всероссийский рекорд для четырехлетних жеребцов французской рысистой породы, показав резвость 4.09,5.
```

```
В призе Министерства сельского хозяйства Российской Федерации на дистанцию отличилась кобыла Чизана Лок, установив Всероссийский рекорд для четырехлетних кобыл русской рысистой породы с резвостью 4.10,8.
```

```
И сегодня Чизана Лок будет сражаться за Кубок Губернатора Брянской области.
```

```
В беговом сезоне 2017 года локотские лошади выиграли четыре приза памяти Витта (Зимнее Дерби) и четыре летних Дерби на ведущих ипподромах страны.
```

```
В 2017 году на Центральном Московском ипподроме успешно выступают:
```

— Падуя Лок кобыла 2014 года рождения от Дрим Викейшен и Первой Любви с рекордом 2.01,4
— Прованс Лок жеребец 2013 года рождения от Айвори Ас и Поэзии Любви с рекордом 2.00,2 победитель Раменского Дерби, призер Кубка России.
— его старший брат Пекин Лок — победитель Кубка России.
```
Эти лошади выступают под управлением мастера — наездника Раиля Габдрашитова.
```

```
На Ульяновском ипподроме:
```

— жеребец Чезар Лок одержал победы в призах: памяти Витта, Рангоута, Дерби с резвостью 1.59,8.
— кобыла Галактика Лок выиграла приз Роксаны, показав резвость 2.04
— трехлетняя кобыла Этика Лок первенствовала в призе Будущности и в призе Локотского конного завода, установив рекорд ипподрома.
```
Победители выступаю под управлением мастера-наездника Сергея Саблина.
```

```
На Тамбовском ипподроме отличилась кобыла Полтава Лок под управлением мастера-наездника Ксении Матвеевой, выиграв приз памяти Витта с резвостью 2.01,2.
```

```
В республике Татарстан на Казанском ипподроме жеребец Чарльстон Лок одержал уверенную победу в призах памяти Витта и Дерби с резвостью 2.01 под управлением мастера-наездника Геннадия Большакова.
```

```
На ипподроме «Акбузат» республики Башкортостан кобыла Гадалка Лок выиграла приз Будущности и Гладкой с резвостью 2.04.
```

```
На Омском ипподроме кобыла Пуговка стала дербисткой 2017 года, а кобыла Парма Лок установила рекорд ипподрома.
```

```
В этом году жеребец Циклон Лок 2011 года рождения от Крамер Боя и Цетики Реал, победитель Большого Всероссийского приза Дерби 2015 года, трижды стал победителем приза Элиты на Тамбовском, Воронежском и Раменском ипподромах.
```

```
Успешно выступают локотские лошади на ипподромах Кыргызстана, участвуя в бегах иноходцев. Ни одну иномарку своим владельцам выиграла, рожденная в Локте кобыла Герда Лок от Айвори Ас и Герцогини Лок. 
```

В настоящее время на всех ипподромах страны проводится соревнования для 3-х летних лошадей на кубок Локотского конного завода.
Ежегодно, в канун Дня освобождения Брянщины от немецко-фашистских захватчиков проводятся скачки на приз Губернатора Брянской области. Эти традиционные состязания собирают спортсменов и любителей коневодства не только из нашей области. Приезжают спортсмены и из других регионов нашей страны.
В наши дни русский рысак по-прежнему популярен как породистая и спортивная лошадь.